# День Автономної Республіки Крим
День Автономної Республіки Крим — пам'ятна дата, пов'язана з проведенням 20 січня 1991 року «всекримського референдуму» щодо відновлення автономної республіки в Криму, що відзначалася на території Кримської автономії з 1994 року.

## Історія
Референдум 20 січня 1991 року став першим і останнім плебісцитом в історії СРСР. Майже півтора мільйона мешканців Криму взяли участь у голосуванні, з яких 93 % дали згоду на створення Автономної Республіки Крим. Волевиявлення майже повністю бойкотували кримські татари за закликом національних лідерів кримськотатарського народу.
12 лютого 1991 року, спираючись на постанову Верховної Ради СРСР «Про висновки і пропозиції Комісії з проблем радянських німців і кримськотатарського народу» від 28 листопада 1989 року, де було запропоновано відновити Кримську АРСР у складі Української РСР, Верховна Рада Української РСР ухвалила Закон «Про відновлення Кримської Автономної Радянської Соціалістичної Республіки», де статтею 1 визначено — відновити Кримську Автономну Радянську Соціалістичну Республіку в межах території Кримської області в складі Української РСР.
26 березня 1993 року Верховна Рада Автономної Республіки Крим постановила вважати 20 січня Днем Автономної Республіки Крим.
У лютому 2009 року Верховна Рада Автономної Республіки Крим звернулася до Верховної Ради України з пропозицією встановити на території автономії додатковий святковий день: 20 січня — День Автономної Республіки Крим. З цією метою кримські депутати запропонували народним депутатам України внести зміни до ст.73 Кодексу законів про працю.
Але ця пропозиція не отримала підтримки в українських парламентарів.

## Після окупації
Статус свята і неробочого дня 20 січня нелегітимні органи влади «затвердили» в Криму вже після окупації півострова. Дата була «затверджена» як «День Республіки Крим» згідно зі ст.1 так званого «Закону Республіки Крим» від 29 грудня 2014 року N 55-ЗРК/2014 «Про свята та пам'ятні дати в Республіці Крим».